# Chesungun
El chesungun ("el hablar de la gente" en lengua mapuche), también llamado chesüngun, chedungun, tsesungun o huilliche, es una de las variantes diatópicas o geográficas de la lengua mapuche hablado por algunas personas de la identidad territorial huilliche, parte de los mapuches al sur del río Bueno. Si bien algunos sitios, como SIL Internacional señalan que es un idioma aparte del mapudungun, y que junto con este conformarían familia lingüística araucana.

## Clasificación
Su clasificación es materia de controversia, pues se considera un dialecto de la lengua mapuche, pero algunos investigadores y también algunos huilliches lo ven como un idioma aparte, hermano del mapudungun. 
El sacerdote jesuita Luis de Valdivia consideró en 1606 que existía unidad lingüística en el territorio entre Coquimbo y Chiloé, desde el Pacífico hasta los Andes, compuesta por diversas variantes territoriales, cuyas diferencias eran, ante todo, de pronunciación y vocabulario. Esta situación es refrendada por los investigadores araucanistas de finales del siglo XIX y comienzos del XX, tales como Félix de Augusta o Rodolfo Lenz y por los de la segunda mitad del siglo XX, como Robert Croese. Estos dos últimos hicieron notar eso sí que el huilliche era la variedad más divergente de cuantas componían la lengua mapuche. Lo mismo consideró Pilar Álvarez-Santullano, investigadora de la fonología y gramática del chesungun en la costa de Osorno. 
Por otra parte, Ethnologue, una publicación de SIL International que recopila estadísticas de las lenguas del mundo, considera que el tsesungun es un dialecto del idioma que llaman "huilliche", que a su vez es una de las dos lenguas en que se divide la "familia araucana", siendo la otra el mapudungun. El proyecto Enduring Voices de National Geographic lo denomina chesungun y considera como idioma separado al "willichesungun" de algunos huilliches de Chiloé, de acuerdo al término que ellos usan.
Está en vías de extinción, pues lo hablan solo unas pocas personas de edad avanzada y su gramática y fonología están levemente  influenciadas por el castellano.

## Gramática y fonología
Si bien el chesungun es comprensible en lo esencial, con respecto al resto de las variantes territoriales, tiene ciertas diferencias que deben ser consideradas para la adecuada comunicación entre hablantes. En ese sentido, podría homologarse con la situación de los dialectos del castellano que emplean el voseo. 

### Morfosintaxis
a) A diferencia de las otras variantes, que poseen tres números gramaticales, singular, plural y dual, el chesüngun tiene solo dos, singular y plural, de modo que el dual queda integrado en el plural. Así, mientras en el resto de las variantes, los números gramaticales son:
| Persona | Número   | Número   | Número    |
| Persona | Singular | Dual     | Plural    |
| ------- | -------- | -------- | --------- |
| Primera |          |          |           |
| iñche   | iñchiw   | iñchiñ   |           |
| Segunda | eymi     | eymu     | eymün     |
| Tercera | fey      | fey engu | fey engün |

En el Che Süngun son:
| Persona | Número      | Número                  |
| Persona | Singular    | Plural                  |
| ------- | ----------- | ----------------------- |
| Primera |             |                         |
| inche   | iñchen      |                         |
| Segunda | eymi        | eymün                   |
| Tercera | fey, fey ta | fey engün, fey ta engün |

b) Derivado de lo anterior, la cantidad de desinencias verbales, correspondientes a los números gramaticales también varían. Se pierden las terminaciones del dual. Al mismo tiempo, la desinencia de la primera persona plural en modo indicativo, que es -i-i-n, realizada en unas variantes -iñ (Malleco, Cautín) y en otras -yin (Villarrica, Panguipulli), en esta variante es -yen.
| Persona y número | Otras variantes | chesüngun      |
| ---------------- | --------------- | -------------- |
| 1.ª Singular     | -(ü)n           | -(ü)n          |
| 2.ª Singular     | -i-m-i          | -i-m-i         |
| 3.ª Singular     | -i-0-0          | -i-0-0         |
| 1.ª Plural       | -i-i-n          | -yen           |
| 2.ª Plural       | -i-m-(ü)n       | -i-m-(ü)n      |
| 3.ª Plural       | -i-0-0 (engün)  | -i-0-0 (engün) |

### Fonética
Si bien la gran mayoría del sistema fonológico del chesüngun es igual al de las otras variantes, existen ciertas peculiaridades que permiten distinguirlo claramente:
1. Uno de los rasgos más distintivos es la pronunciación de la r, que en los otros dialectos es [ɹ], mientras que en chesungun es [ʂ][9]
2. No existen diferencias entre /n/ (dental) y /n̪/ (interdental), manteniéndose solo la primera.
3. En cuanto al sonido [θ] o [ð] de otras variantes, usualmente es realizado [s], igual que /s/.
4. La realización de /tʃ/ fluctúa entre [tʃ] y [ts], teniendo la segunda una connotación afectiva